# Kazimierz Imieliński
Kazimierz Mikołaj Imieliński (ur. 6 grudnia 1929 w Dąbrowie Górniczej, zm. 16 lipca 2010) – polski lekarz seksuolog, seksuolog kliniczny, profesor nauk medycznych, wieloletni kierownik Zakładu Seksuologii i Patologii Więzi Międzyludzkich Centrum Medycznego Kształcenia Podyplomowego w Warszawie, założyciel Polskiej Akademii Medycyny, Akademii Wiedzy Seksualnej.

## Życie i działalność
W czasie okupacji hitlerowskiej Kazimierz Imieliński uczęszczał do szkoły powszechnej, do 14 roku życia pracował przymusowo jako pomocnik ślusarza. W 1949 ukończył Gimnazjum i Liceum Ogólnokształcącego im. Waleriana Łukasińskiego w Dąbrowie Górniczej.
W 1954 r. uzyskał dyplom lekarski na Akademii Medycznej w Krakowie. 
W latach 1955–1959 pracował w III Klinice Chorób Wewnętrznych Śląskiej Akademii Medycznej w Bytomiu, a w latach 1959-1962 korzystał ze stypendium naukowego Min. Zdrowia w Klinice Chorób Psychicznych Akademii Medycznej w Gdańsku. Następnie w latach 1962-1966 był zatrudniony na stanowiskach st. asystenta i adiunkta w Zakładzie Higieny Psychicznej i Psychiatrii Dziecięcej PAN w Warszawie. 
W 1963 komisja powołana przez Studium Doskonalenia Kadr Lekarskich w Warszawie nadała Imielińskiemu po raz pierwszy w Polsce tytuł specjalisty seksuologa, w 1971 przeprowadził pierwszy przewód habilitacyjny z seksuologii (w Akademii Medycznej w Krakowie). W 1973 Kazimierz Imieliński zorganizował pierwszą w kraju akademicką placówkę seksuologiczną – Zakład Seksuologii w Akademii Medycznej w Krakowie, a w 1981 r. Zakład Seksuologii i Patologii Więzi Międzyludzkich warszawskiego Centrum Medycznego Kształcenia Podyplomowego (dziś CMKP – Zakład Psychosomatyki, Seksuologii i Patologii Więzi Międzyludzkich).

## Ordery, odznaczenia i wyróżnienia
Postanowieniem prezydenta Aleksandra Kwaśniewskiego z 20 października 2003 "w uznaniu wybitnych zasług dla rozwoju medycyny, za osiągnięcia w pracy naukowej, za działalność publiczną i społeczną" został odznaczony Krzyżem Wielkim Orderu Odrodzenia Polski, który mu wręczono 29 stycznia 2004. Wcześniej, 9 września 1997, odznaczony był Krzyżem Komandorskim z Gwiazdą tego samego orderu "w uznaniu wybitnych zasług w działalności na rzecz Towarzystwa Rozwoju Rodziny, za osiągnięcia w pracy naukowej, badawczej i zawodowej".
Posiadał 56 doktoratów honoris causa, nadanych przez uczelnie z 24 państw, na czterech kontynentach. Był honorowym profesorem 18 zagranicznych uniwersytetów, posiadał 96 krzyży, orderów i medali nadanych mu w 26 państwach – m.in. w 1996 roku z rąk prezydenta Grecji Constantine Stefanopulosa otrzymał Medal Hipokratesa za stworzenie nowego kierunku – medycyny uniwersalistycznej (łączy ona różne metody medyczne pochodzące z Zachodu z tradycyjnymi sposobami leczenia ze Wschodu).
Za swoje wyjątkowe zasługi Kazimierz Imieliński był trzykrotnie nominowany do Pokojowej Nagrody Nobla.
Był żonaty, miał dwóch synów, również lekarzy.

## Publikacje
- Życie seksualne – Psychohigiena Warszawa 1965, Państwowy Zakład Wydaw. Lekarskich
- Zboczenie płciowe Warszawa 1970, PZWL
- Zaburzenia psychoseksualne Warszawa 1971, PZWL
- Erotyzm, Warszawa 1970, PWN
- Życie intymne człowieka – Psychofizjologia Warszawa 1974, PZWL
- Miłość i seks 1980, Instytut Wydawniczy CRZZ
- Człowiek i seks Warszawa 1985, Instytut Wydawniczy Związków Zawodowych
- Zarys seksuologii i seksiatrii[8] Warszawa 1986, PZWL, ISBN 83-200-1047-0
- Medycyna i seks «Historia i współczesność» Warszawa 1987, Instytut Wydawniczy Związków Zawodowych ISBN 83-202-0606-5
- Kobieta i seks 1989
- Seksuologia – Mitologia, Historia, Kultura Warszawa 1989, PWN, ISBN 83-01-07894-4
- Seksiatria, tom I: Psychofizjologia seksualna; tom II: Patologia seksualna Warszawa 1990, PWN
- Sekrety Seksu Warszawa 1990, Instytut Wydawniczy Związków Zawodowych, ISBN 83-202-0802-5
- Manowce seksu – prostytucja Łódź 1990, Wyd. Res Polonia, ISBN 83-85063-07-2
- Drogi i bezdroża seksu 1990
- Intymne niedyskrecje Łódź 1991, Wyd. Res Polonia
- Medycyna seksualna (II tomy) cz. 1 Mitologia i historia; cz. 2 Patologia i profilaktyka Warszawa 1992, Wyd. Polczek

## Publikacje zbiorowe i wspólne
- Seksuologia kliniczna (red. z Tadeuszem Bilikiewiczem) Warszawa 1974, PZWL
- Seksuologia społeczna – wybrane zagadnienia, wyd. I: Warszawa 1974, PWN; wyd. II rozszerzone pod tyt. Seksuologia społeczna. Zagadnienia psychospołeczne, Warszawa 1977, PWN, wyd. III: Warszawa 1984, PWN, ISBN 83-01-04875-1
- Seksuologia kulturowa wyd I: Warszawa 1980, Państwowe Wydawnictwo Naukowe; wyd. II: Warszawa 1984, PWN, ISBN 83-01-01802-X (autorzy rozdziałów: Kazimierz Imieliński, Igor S. Kon, Anna Zadrożyńska, Marian Filar, Leszek Lernell, Mikołaj Kozakiewicz)
- Seksuologia biologiczna Warszawa 1985, Państwowe Wydawnictwo Naukowe
- Seksuologia – Zarys encyklopedyczny Warszawa 1985, PWN, ISBN 83-01-04824-7
- Przekleństwo Androgyne. Transseksualizm: mity i rzeczywistość (ze Stanisławem Dulko) Warszawa 1988, PWN, ISBN 83-01-07821-9
- Apokalipsa płci 1989, Wydawnictwo Glob
- Seksuolodzy – od muzyki do chirurgii (z Christianem Imielińskim) Warszawa 1997, Wyd. Polska Akademia Wiedzy Seksuologicznej